# Frank Gorshin
Frank John Gorshin, Jr. (ur. 5 kwietnia 1933 w Pittsburghu, zm. 17 maja 2005 w Burbank) – amerykański aktor charakterystyczny i komik. Był najbardziej znany jako impresjonista, z wieloma gościnnymi występami w The Ed Sullivan Show i Tonight Starring Steve Allen. Jego najbardziej znaną rolą aktorską była postać hipo-maniakalnego, odzianego na zielono Człowieka-Zagadki w serialu telewizyjnym  ABC Batman (1966-1967), za którą był nominowany do nagrody Emmy.

## Życiorys
Urodził się w Pittsburghu w Pensylwanii w rodzinie rzymskokatolickiej jako syn Frances Prešeren, krawcowej, i Franka Gorshina seniora, kolejarza. Jego rodzina była pochodzenia słoweńskiego. Po ukończeniu Peabody High School, Gorshin uczęszczał do Carnegie Tech School of Drama (obecnie znanej jako Carnegie Mellon University) w Pittsburghu. Występował w lokalnych klubach nocnych. W 1953 został powołany do United States Army i wysłany do Niemiec. Służył przez rok i pomagał jako artysta estradowy w Służbach Specjalnych.
W 1969 debiutował na Broadwayu w tytułowej roli Jimmy’ego Walkera w musicalu Jimmy. 
Wystąpił w blisko stu produkcjach, z których najpopularniejsze to: 12 małp, Beethoven 3, Gdy księżyc ma barwę krwi, czy seriale: pierwsza seria Star Treka, Aniołki Charliego, Nowe przygody Supermana. Był też bohaterem licznych projektów telewizyjnych – począwszy od filmów fabularnych, a na talk-showach kończąc.
Tuż przed swoją śmiercią wyreżyserował dokument The Best of Frank Gorshin poświęcony swojej działalności aktorskiej. 
8 kwietnia 1957 Gorshin poślubił Christinę Randazzo. Mieli jednego syna, Mitchella, a później rozstali się, ale pozostali małżeństwem aż do jego śmierci.
Zmarł 17 maja 2005 w Burbank na raka płuca w wieku 72 lat.

## Wybrana filmografia

### Filmy
- 1958: Torpeda poszła! (Torpedo Run) jako Sub Crewman
- 1959: Dwa złote colty (Warlock) jako Billy Gannon, brat Johnny’ego
- 1966: Batman zbawia świat (Batman: The Movie) jako Człowiek-Zagadka
- 1969: Star Trek: Seria oryginalna (Star Trek:TOS) jako komisarz Bele
- 1987: Bajka o lisku i krasnoludkach jako Holler / Carlo / Omar / książę Gustav (głosy)
- 1993: Człowiek-meteor (The Meteor Man) jako Ted Reed, ojciec Jeffersona Reeda
- 1995:  12 małp (12 Monkeys) jako dr Owen Fletcher
- 1997:  Gdy księżyc ma barwę krwi (Bloodmoon) jako szef William Hutchins
- 2000:  Beethoven 3 (Beethoven's 3rd) jako wujek Morrie Newton
- 2003:  Powrót do jaskini Batmana – przypadki Adama i Burta (TV) w roli samego siebie

### Seriale TV
- 1956: Alfred Hitchcock przedstawia jako łowca autografów
- 1962: Nietykalni jako Herbie Catcher
- 1966-1967: Batman jako Człowiek-Zagadka
- 1969: Star Trek: Seria oryginalna jako Bele
- 1974: Ironside jako Dorian
- 1974: Hawaii Five-O jako Stash
- 1975: Sierżant Anderson jako David Griffin
- 1977: Wonder Woman jako Hoffman / Toyman
- 1977: Aniołki Charliego jako Harry Dana
- 1988: Napisała: Morderstwo jako Arnold Goldman
- 1994: Czy boisz się ciemności? jako brat Septimus
- 1995: Ren i Stimpy jako wielebny Jack Cheese (głos)
- 1995: Nowe przygody Supermana jako Sharpie Lawyer
- 1997: Johnny Bravo jako Barney Stone / Clovy (głos)
- 1999: Moda na sukces jako George bezdomny
- 2005: CSI: Kryminalne zagadki Las Vegas w roli samego siebie
- 2005: Batman jako profesor Hugo Strange (głos)